# George Alencherry
George Alencherry (en malabar: ജോർജ് ആലഞ്ചേരി; en siríaco: ܡܵܪܝ ܓܹܝܘܲܪܓܝܼܣ ܐܵܠܲܢܫܹܝܪܝ,, romanizado: Mār Gēwargīs Ālanšēri; Thuruthy, 19 de abril de 1945) es un obispo y cardenal católico indio, archieparca mayor de Ernakulam-Angamaly de la Iglesia católica siro-malabar entre 2011 y 2023. Anteriormente fue eparca de Thuckalay (1996-2011).
El 7 de diciembre de 2023 el papa Francisco aceptó su renuncia al gobierno pastoral de la iglesia siro-malabar. Desde esta fecha, el cardenal Alencherry asumió el título de arzobispo mayor emérito de Ernakulam-Angamaly de los siro-malabares.

## Biografía
Fue ordenado sacerdote el 19 de noviembre de 1972 y fue nombrado asistente del deán de la catedral de Changanacherry así como secretario particular del entonces arzobispo Antony Padiyara, futuro cardenal. 
Se especializó en catequesis en París, por lo que fue nombrado director del Centro Catequístico de la Archieparquía de Changanacherry, convirtiéndose después en vicario general.
El papa Juan Pablo II lo nombró obispo de Thuckalay el 11 de noviembre de 1996; recibió su consagración episcopal el 2 de febrero del siguiente año por el arzobispo Joseph Powathil. 
Tras la muerte del cardenal Varkey Vithayathil fue elegido arzobispo mayor de Ernakulam-Angamaly por el sínodo de la iglesia siro-malabar el 24 de mayo de 2011, elección confirmada un día después por el papa Benedicto XVI. Su entronización como arzobispo mayor tuvo lugar el 29 de mayo de 2011 en la Catedral Basílica de Santa María (Ernakulam).
El papa lo nombró cardenal con el título de San Bernardo en las Termas en el consistorio del 18 de febrero de 2012.
El 15 de marzo de 2016 fue nombrado miembro del Pontificio Consejo para la Promoción de la Unidad de los Cristianos.
El 23 de mayo de 2017 fue confirmado como miembro de la Congregación para la Doctrina de la Fe  in aliud quinquennium.

## Galería

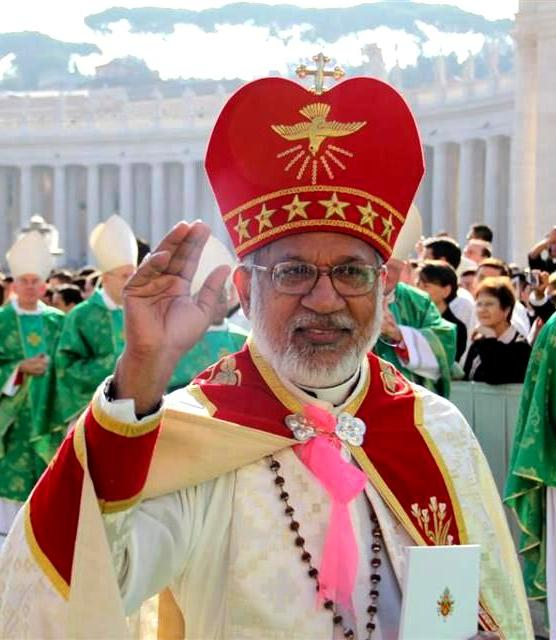
El cardenal Alencherry en la Plaza de San Pedro, 10 de octubre de 2012.
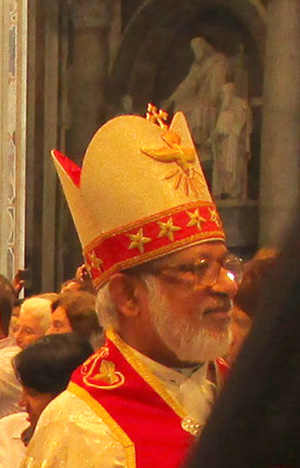
El cardenal Alencherry en la Cátedra de San Pedro, 11 de octubre de 2014.